# L'Irrésistible Catherine
Pour plus de détails, voir Fiche technique et Distribution.
L’Irrésistible Catherine est un film français réalisé par André Pergament, sorti en 1957. L'intrigue se rattache au genre du vaudeville.

## Fiche technique
- Titre : L'Irrésistible Catherine
- Réalisation : André Pergament
- Scénario : André Pergament et Frédéric Dard (adaptation), d'après le roman de Jean des Vallières[1]
- Photographie : Michel Rocca
- Son : Pierre Bertrand
- Décors : Roland Berthon
- Musique : Francis Lopez
- Montage : Fanchette Mazin
- Production : Compagnie d'Art Technique
- Pays :  France
- Format : Noir et blanc - 2,35:1 - 35 mm - Son mono
- Genre : Comédie
- Durée : 80 minutes
- Date de sortie : 
  - France : 10 mai 1957

## Distribution
- Michel Auclair  : Georges Bartone
- Marie Daëms : Catherine Revering
- Fernand Sardou : 	Bouche
- Robert Vattier : Me Revering
- René Bergeron : Le colonel
- Robert Dalban : La voix de Pearl
- Jean Clarieux : Le boucher
- Lil Carina : La choriste
- Catherine Cellier : Une entraîneuse
- Julia Dancourt : 	Une entraîneuse
- Paul Demange
- Nane Germon : Mme Martin
- Albert Hugues : Le pianiste
- Abel Jores : Le barman
- Maïa Jusanova : La danseuse
- Robert Le Fort : 	Victor
- Max Montavon
- Jean Ozenne : Lorre
- Floriane Prévot : Rosette
- Gisèle Robert : Miss Grenelle